# Quân khu Lan Châu
Quân khu Lan Châu (giản thể: 兰州军区; phồn thể: 蘭州軍區; bính âm: lánzhōu jūnqū)
là một trong 7 đại quân khu của Quân Giải phóng Nhân dân Trung Quốc. Quân khu quản lý và chỉ huy lực lượng quân đội và công an quân sự tại Tân Cương, Thanh Hải, Cam Túc, Ninh Hạ, và Thiểm Tây và địa khu Ngari (Ali) thuộc Khu tự trị Tây Tạng. Quân khu Lan Châu giáp với Quân khu Thành Đô ở phía nam, còn phía bắc giáp với Mông Cổ, Cộng hòa Altai của Nga và Kazakhstan, phụ trách phòng tuyến Tây Bắc giáp Ấn Độ cũng như giữ trị an Tân Cương và Tây Tạng

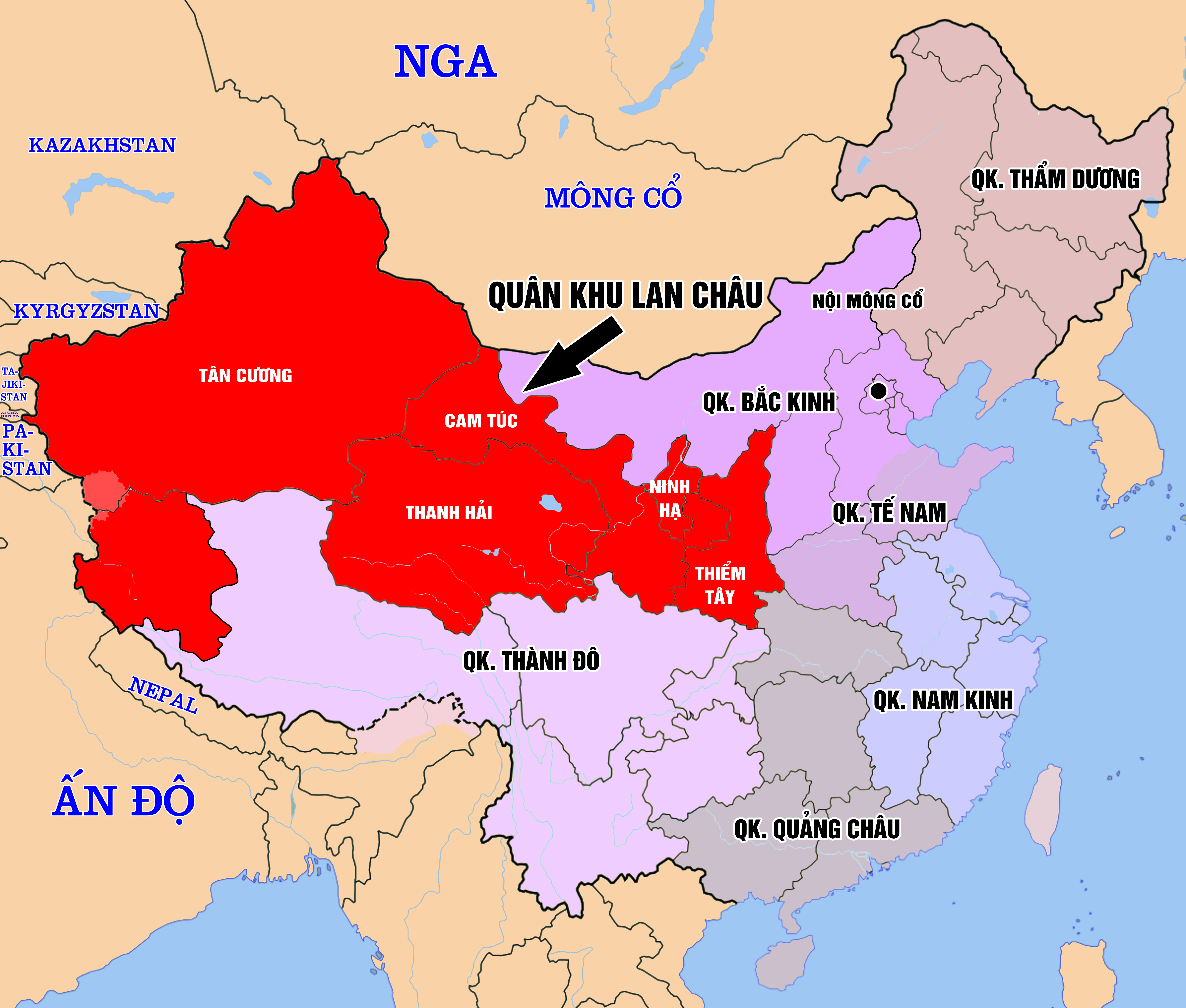
Quân khu Lan Châu

## Biên chế
Sở chỉ huy đặt tại Lan Châu, Cam Túc
Viện nghiên cứu chiến lược quốc tế ước tính quân khu này có khoảng 28 vạn binh sĩ. Quân khu hiện gồm các đơn vị trực thuộc sau:
- Tập đoàn quân 21 cơ động: căn cứ chính tại Bảo Kê, Thiểm Tây
  - Lữ đoàn 184 tác chiến đặc biệt
  - Sư đoàn 61 bộ binh cơ động
  - Sư đoàn 62 bộ binh cơ giới
  - Lữ đoàn 12 thiết giáp
  - Lữ đoàn 19 pháo binh　
  - Lữ đoàn phòng không
- Tập đoàn quân 47: căn cứ chính tại Tây An, Thiểm Tây
  - Lữ đoàn 139 bộ binh cơ giới
  - Lữ đoàn 55 bộ binh cơ động
  - Lữ đoàn 56 bộ binh cơ động　
  - Lữ đoàn thiết giáp　
  - Lữ đoàn 12 pháo binh
  - Lữ đoàn phòng không
- Quân khu Tân Cương, căn cứ chính tại Urumqi, Tân Cương
  - Lữ đoàn 3 hàng không lục quân
  - Lữ đoàn tác chiến đặc biệt
  - Sư đoàn 4 bộ binh cơ động
  - Sư đoàn 6 bộ binh cơ giới
  - Sư đoàn 8 bộ binh cơ động
  - Sư đoàn 11 bộ binh cơ động
  - Lữ đoàn 2 pháo binh
  - Trung đoàn 1 độc lập　
  - Trung đoàn 2 độc lập
- Sư đoàn 63 Cảnh sát vũ trang, căn cứ tại Bình Lương, Cam Túc
- Sư đoàn 7 Cảnh sát vũ trang, căn cứ tại Ili, Tân Cương

Bên cạnh còn có các lực lượng không quân phối thuộc gồm
- Sở chỉ huy Tây An, Không quân Quân Giải phóng Nhân dân Trung Quốc
  - Sư đoàn 6 không quân tiêm kích
  - Sư đoàn 36 không quân cường kích
- Quân đoàn 9 không quân
  - Sư đoàn 37 không quân tiêm kích
- Sở chỉ huy Urumqi, Không quân Quân Giải phóng Nhân dân Trung Quốc

## Lãnh đạo qua các thời kỳ

### Tư lệnh
1. Trương Đạt Chí
2. Bì Định Quân
3. Hàn Tiên Sở
4. Đỗ Nghĩa Đức
5. Trịnh Duy Sơn
6. Triệu Tiên Thuận
7. Phó Toàn Hữu
8. Vương Khắc
9. Lưu Tinh Tùng
10. Quách Bá Hùng
11. Lý Can Nguyên
12. Vương Quốc Sinh
13. Lưu Việt Quân

### Chính ủy
1. Tẩy Hằng Hán
2. Lưu Lan Đào（Chính ủy đệ Nhất）
3. Lý Thụy Sơn
4. Tiêu Hoa（trước là Chính ủy đệ Nhị，sau là Chính ủy đệ Nhất）
5. Tống Bình（Chính ủy đệ Nhị）
6. Tiêu Hoa
7. Đàm Hữu Lâm
8. Lý Tuyên Hóa
9. Tào Bồng Sinh
10. Ôn Tông Nhân
11. Lưu Đông Đông
12. Lưu Vĩnh Trị
13. Dụ Lâm Tường
14. Lý Trường Tài
15. Miêu Hoa
16. Lưu Lôi